# Jhonny van Beukering
Jhon van Beukering detto Jhonny (Rheden, 29 settembre 1983) è un ex calciatore indonesiano, attaccante.

## Caratteristiche tecniche
Attaccante, nel 2001 è stato inserito nella lista dei migliori calciatori stilata da Don Balón.

## Palmarès

### Club

#### Competizioni nazionali
- Eerste Divisie: 1

De Graafschap: 2006-2007